# 三嶋毬里衣
三嶋 毬里衣（みしま・まりえ、1994年12月2日 - ）は、日本のスポーツジャーナリスト。競馬トラックマン。競馬解説者。トラックマン・記者・解説者としての活動名義は「三嶋まりえ」。

## 経歴
- 東京都出身。東京学芸大学附属高等学校→専修大学経営学部経営学科卒。専攻はビジネス・ソリューション[1]。
- 大学時代は専修大学硬式野球部の広報担当を務めていた[2]。大学野球部の同期には高橋礼（福岡ソフトバンクホークスドラフト2位指名）がいた[要出典]。
- また大学1年から4年まで専修大学学内のスポーツメディアである専大スポーツの記者としても活動、記事を執筆している[3]。
- 2018年に大学を卒業し、スポーツ報道を志望して日刊スポーツ新聞社へ入社。配属先は本人も予想していなかったレース部であり、競馬知識ゼロの状態での活動開始であったが、祖父譲りのギャンブラーの血が騒ぎすぐに競馬取材にハマる[4]。
- 日刊スポーツ記者時代には紙面で「ニコニコ馬券」のコラムを担当。また高校の後輩である篠原梨菜（TBSテレビアナウンサー）と日刊スポーツ紙面にて予想バトルを行ったこともある[5]。
- 2022年8月1日付で日刊スポーツ新聞社から東京スポーツ新聞社へ移籍し、引き続き競馬担当記者（トラックマン）として活動[6]。
- 2024年4月6日より先輩記者の虎石晃からバトンタッチされる形でテレビ東京系競馬中継番組『ウイニング競馬』の解説を担当している。[7]。